# Louis Capone
Pour les articles homonymes, voir Capone.
Louis Capone (Naples, Italie, 1896 — Sing Sing, New-York, 4 mars 1944) est un mafieux italo-américain.

## Biographie
Né à Naples, en Italie, Capone a déménagé à New York avec sa famille et a grandi dans le quartier de Coney Island à Brooklyn. Adulte, Capone déménage à Brownsville à Brooklyn. Il n'a aucun lien de parenté avec Al Capone.
Capone a été décrit comme un homme soigné, avec des yeux bleus et le nez cassé.
Capone possédait un café et des pâtisseries à l'italienne, à Brooklyn. La pasticceria est devenue un lieu de rencontre populaire pour les adolescents, y compris les futurs leaders des gangs de rues comme Abe Reles et Harry Maione. Capone a construit une relation avec des garçons en leur donnant gratuitement de la nourriture. Ces jeunes hommes devinrent plus tard les protégés de Capone dans le crime.
Capone avait des liens étroits avec le Gang Purple de Détroit. Capone est également impliqué dans le racket avec l'Union des plâtriers. Capone avait aussi des liens étroits avec le truand Joe Adonis.
En 1929, Capone a survécu à une tentative d'assassinat. Le 29 juillet, Capone achetait des poivrons verts à un stand de légumes à Brooklyn quand un homme s'est approché et a tiré cinq coups de feu dans son dos. Grièvement blessé, Capone a finalement survécu dans un hôpital local. Selon la police, l'agresseur était un associé de Capone dans l'Union des plâtriers.
Avec la fin de la guerre de Castellammarese en 1931, Reles et les gangs de Maione ont développé un réseau de tueurs à gages qui sont connus sous le nom Murder Incorporated. Albert Anastasia, patron du restaurant de Capone, a persuadé les deux chefs de gangs qu'ils pouvaient faire beaucoup d'argent en travaillant ensemble pour la Cosa Nostra. Anastasia enverrait des contrats de meurtre de la Cosa Nostra aux gangsters de Lepke Buchalter, le patron de la Murder Incorporated
Ces tueurs étaient des voyous principalement juifs et italo-américains de Brooklyn. En 1934, toutes les familles de la Cosa Nostra utilisaient la Murder Incorporated.
Le 13 septembre 1936, Weiss, avec Louis Capone, Sholem Bernstein, Philip Cohen, James Ferraço et Harry Strauss, les membres de la Murder Incorporated, ont participé à l'assassinat de Joseph Rosen. L'enquête sur l'assassinat de Rosen est restée sans réponse durant quatre ans. Car la police ne connaissait aucun des liens entre Rosen et la mafia. Mais en 1940, Abe Reles est devenu l'indicateur du procureur de district William O'Dwyer. Reles a impliqué Weiss et ses collègues dans cet assassinat et a aidé la police à éclaircir de nombreux autres meurtres non résolus.
En fin 1941, Buchalter, Weiss et Capone ont été jugés par un jury, dans la salle d'audience du juge de Brooklyn Franklin Taylor, pour l'assassinat au premier degré de Joseph Rosen. Les renseignements fournis par Reles, et aussi par Albert Tannenbaum et Max Rubin, ont abouti à un verdict de culpabilité et la peine de mort pour chacun des trois accusés.
Le samedi soir, le 4 mars 1944, Emanuel Weiss, Capone et Lepke Buchalter sont exécutés sur la chaise électrique à Sing Sing.